# NGC 5108
NGC 5108 é uma galáxia espiral barrada (SBbc) localizada na direcção da constelação de Centaurus. Possui uma declinação de -32° 20' 31" e uma ascensão recta de 13 horas, 23 minutos e 18,7 segundos.
A galáxia NGC 5108 foi descoberta em 3 de Junho de 1836 por John Herschel.